# Willam Belli
Willam Belli (Filadélfia, Pensilvânia, 30 de junho de 1982) é uma atriz, drag queen e artista de gravação, que ficou conhecida pelo seu papel como a transgénero Cherry Peck no seriado Nip/Tuck e por ser concorrente na quarta temporada de RuPaul's Drag Race.  Além de atuar, Belli ficou famosa pelas paródias de vídeo musicais como "Chow Down" e "Boy is a Bottom" com o trio popular de drag queens de Los Angeles, DWV. No entanto, o grupo se separou em junho de 2014, devido a um conflito pessoal entre os membros do grupo.

## Biografia
Willam Belli nasceu em 30 de junho de 1982 na Filadélfia em Pensilvânia. Ele é o caçula dos dois filhos. Morou em Cocoa Beach, onde estudou lá. O pai de Belli trabalhou no Centro Espacial John F. Kennedy e sua tia Mary Lou Belli foi diretora de televisão.

### 2000-08: Início da carreira
O primeiro papel de Belli como ator foi o garoto de programa Darren Jacobs em dois episódios da série The District em 2002 e sua primeira aparição na televisão foi em um episódio do Concurso de televisão Street Smarts. Mais tarde, ele apareceu nas séries de televisão; The District, Boston Public, Cold Case, The Shield, My Name Is Earl e principalmente na série Nip/Tuck, atuando como a transexual Cherry Peck. Ao longo da década de 2000, ele também atuou em pequenos papéis noutros programas como American Wedding.
Em 2008, Belli se destacou no trabalho artístico do single "Breakin' Up" da banda Rilo Kiley. Ela também já desfilou para o Tranimal Master Class Workshop na Machine Project, que foi fotografado por Austin Young.

### 2009-10: Carreira dedrag
Belli é integrante da banda Tranzkuntinental, que fez sua estreia no Roxy Theatre em 2009. A banda foi fundada por Charlie Paulson e Xander Smith e apresentou as drag queens Detox Icunt, Kelly Mantle, Rhea Litré e Vicky Vox.
Em janeiro de 2011, Belli apareceu no vídeo musical "S&M" da cantora Rihanna, juntamente com Detox Icunt e Morgan McMichaels, como dançarinos.

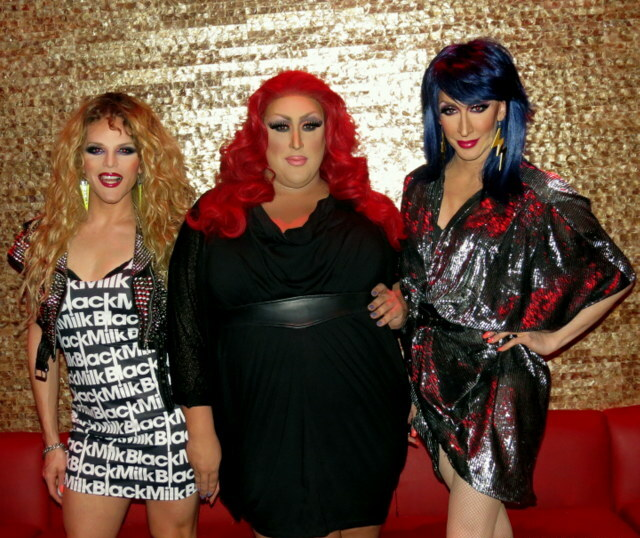
Belli com Vicky Vox e Detox Icunt

### 2011-12: RuPaul's Drag Race e seu êxito
A produtora World of Wonder contactou o empresário de Willam, pedindo que ele fosse fazer uma audição para a quarta temporada de RuPaul's Drag Race. Em novembro de 2011, o canal Logo TV anunciou que Belli estava entre as treze concorrentes que iriam competir na quarta temporada. A colega de elenco e companheira de Willam, Chad Michaels tinha competido com ele no California Entertainer of the Year Pageant, em 2010. Belli ganhou os principais desafios dos episódios "Float Your Bloat" e "Frenemies," mas foi desclassificado no último episódio. No episódio "Reunited," Belli afirmou que sua desqualificação, foi devido as visitas íntimas feitas por seu marido, em seu quarto do hotel, apesar do tal facto ter acontecido, por conta própria de Belli, a "desqualificação" coincidiu com um compromisso fora da Broadway, anteriormente reservado. Belli usou a publicidade de sua desqualificação para lançar seu single "Chow Down", em 2012, que é uma paródia da canção "Hold On" da girl group Wilson Phillips e que aborda a controvérsia relacionada com a oposição da rede de restaurantes Chick-fil-A ao casamento entre pessoas do mesmo sexo. A canção apresenta Detox Icunt e Vicky Vox.
Em 12 de março de 2012, Belli lançou seu primeiro single "Trouble," que foi produzido por RuPaul em seu álbum Red Hot, colaborado com Tom Trujillo. O vídeo musical foi dirigido por Chi Chi LaRue, que estreou no Logo TV. Mas o single acabou por não ser um esforço particularmente bem sucedido para ele. Em 21 de março, Belli lançou "The Vagina Song" como seu terceiro single, que é uma paródia da canção "Billionaire" de Travie McCoy e Bruno Mars, que tinha sido previamente carregada ao YouTube em 2010. O vídeo musical foi dirigido por Michael Serrato, que também dirigiu o vídeo musical "Chow Down" de Belli.
Belli lançou "Love You Like a Big Schlong" em 29 de abril de 2012. A canção foi recebida de uma maneira melhor, se tornando um sucesso viral e assistida mais de um milhão de vezes no YouTube. Produzida por Uncle Slam, a canção parodiou "Love You like a Love Song" do álbum Selena Gomez & the Scene de Selena Gomez. A canção foi inspirada pela perda de Belli, por causa da morte de Eden Wood, ocorrida pela cirurgia de sincronia labial a 7 anos, durante um segmento do concurso NewNowNext Awards.
Em novembro de 2012, Belli, com o artista musical Drake Jensen, apresentaram um cover da música country "Stand by Your Man" de Tammy Wynette No mesmo mês, Belli auto-lançou seu álbum de estreia The Wreckoning através de seu site.

### 2013: Sucesso de Boy Is A Bottom e o grupo DWV
Em janeiro de 2013, Belli teve o seu maior sucesso viral, com dezassete milhões de acessos no YouTube. Belli lançou "Boy is a Bottom", apresentando Detox Icunt e Vicky Vox, para coincidir com a estreia da quinta temporada de RuPaul's Drag Race. Por causa de sua agenda e o uso de mídia social, o lançamento foi muito bem recebido. A canção foi uma paródia de "Girl on Fire" da cantora Alicia Keys e também apresentou uma versão alterada do "breakdown" de "My Lovin' (You're Never Gonna Get It)" do grupo En Vogue. "Boy is a Bottom" estreou em sexta posição na Billboard's Comedy Digital Songs, alcançando 3,000 downloads feitos na sua primeira semana.
Em 14 de agosto de 2013, Belli se apresentou juntamente com Shangela Laquifa Wadley, Detox Icunt, Raven, Morgan McMichaels, Shannel e Courtney Act, no vídeo musical do single "Applause" de Lady Gaga.
O trio incluía Belli, Detox Icunt e Vicky Vox do grupo DWV, que foi separado oficialmente em junho de 2014, devido a um conflito pessoal entre as integrantes.

### 2014-presente: American Apparel e lançamentos solo
Belli se tornou uma American Apparel Ad Girl ao lado de Courtney Act e Alaska Thunderfuck 5000, que também participaram no single "American Apparel Ad Girls". Elas também lançaram um segundo single juntas, "Dear Santa, Bring Me a Man" para a temporada de Natal.
Em 13 de janeiro, ela lançou sua versão solo de "Boy Is a Bottom" em espanhol, intitulado, "Es Una Pasiva", Belli também disse que lançaria seu álbum de estúdio, Shartistry in Motion, em colaboração com as outras American Apparel, durante o segundo trimestre de 2015.

## Filmografia

### Filmes
| Ano  | Título                              | Papel                                      | Notas         |
| ---- | ----------------------------------- | ------------------------------------------ | ------------- |
| 2003 | American Wedding                    | Butch Queen                                |               |
| 2004 | The Last Shot                       | Drag queen da paragem do autocarro         |               |
| 2006 | Unbeatable Harold                   | Anita Boner                                |               |
| 2007 | Because I Said So                   | Transexual                                 |               |
| 2008 | Defying Gravity                     | Lola                                       |               |
| 2008 | Dog Tags                            | Alan                                       |               |
| 2008 | Another Gay Sequel: Gays Gone Wild! | A comissária Transamérica, Nancy Needatwat |               |
| 2009 | Sex Drugs Guns                      | Candy                                      |               |
| 2009 | Road to the Alter                   | Jamie                                      |               |
| 2010 | Barry Munday                        | Felicia                                    | Não creditado |
| 2010 | Ticked-Off Trannies with Knives     | Rachel Slurr                               |               |
| 2010 | BloodRayne 3: The Third Reich       | Vasyl Tishenko                             |               |
| 2011 | Cinema Verite                       | Candy Darling                              | Telefilme     |
| 2011 | Blubberella                         | Vadge                                      |               |
| 2012 | The Newest Pledge                   | Marinheira                                 |               |
| 2012 | Fun Size                            | Qwerty                                     |               |
| 2012 | Lost Angeles                        | Bob                                        |               |
| 2013 | Girls Will Be Girls                 | Promotora                                  | Pós-produção  |
| 2013 | X-Rated                             | Geoffrey Gann/Karen Dior                   | Pré-produção  |
| 2013 | After Birth                         | Tammy                                      | Pré-produção  |
| 2013 | Kicking Zombie Ass for Jesus        | Beth Ann-Fetterman                         | Pós-produção  |
| TBA  | Hurricane Bianca                    | Bailey                                     | Pré-produção  |
| 2018 | A Star Is Born                      | Emerald                                    |               |

### Televisão
| Ano       | Título                            | Papel                  | Notas                                        |
| --------- | --------------------------------- | ---------------------- | -------------------------------------------- |
| 2002      | The District                      | Garoto de programa     | Episódio: "Oil and Water"                    |
| 2003      | Boston Public                     | Mike                   | Episódio: "Chapter Fifty-Eight"              |
| 2003      | Cold Case                         | Drag queen             | Episódio: "A Time to Hate"                   |
| 2004      | The Shield                        | Colt                   | Episódio: "Posse Up"                         |
| 2004      | Eve                               | Garçom                 | Episódio: "Self Helpless"                    |
| 2004-2006 | Nip/Tuck                          | Cherry Peck            | 5 episódios                                  |
| 2005      | My Name Is Earl                   | D.J.                   | Episódio: "Pilot"                            |
| 2005      | Related                           | Amy                    | Episódio: "Movin' Out, Movin' In, Movin' On" |
| 2006      | Saved                             | Tippi                  | Episódio: "Living Dead"                      |
| 2007      | CSI: NY                           | Candy Darling          | Episódio: "The Lying Game"                   |
| 2007      | Women's Murder Club               | Sasha Simone           | Episódio: "To Drag & to Hold"                |
| 2009      | Southland                         | Sheila                 | Episódio: "See the Woman"                    |
| 2009      | Criminal Minds                    | Walter Patterson       | Episódio: "Too Hell and Back"                |
| 2011      | Hot in Cleveland                  | Bar Queen              | Episódio: "2.16"                             |
| 2012      | ‘’Eastsiders’’                    | Douglas                | Season: 2 - 3                                |
| 2011      | Wonder Woman                      | A falsa Marilyn Monroe | Piloto de televisão                          |
| 2012      | RuPaul's Drag Race (4ª temporada) | Como ela mesma         | 10 episódios                                 |
| 2012      | RuPaul's Drag Race: Untucked      | Como ela mesma         | 10 episódios                                 |
| 2012      | RuPaul's Drag U                   | Professora             | Episódio: "Ex-Beauty Queens"                 |
| 2012      | CSI: Crime Scene Investigation    | Dahlia                 | Episódio: "Code Blue Plate Special"          |
| 2013      | The New Normal                    | A drag queen Nana      | Episódio: "The Goldie Rush"                  |
| 2013      | She's Living for This             | Como ela mesmo         | Primeiro episódio da segunda temporada       |
| 2014      | Drag Queens of London             | Como ela mesmo         | Segundo episódio da primeira temporada       |
| 2017      | When We Rise                      | Jason                  | Episódio 4                                   |

### Internet
| Ano            | Título                                            | Papel          | Notas |
| -------------- | ------------------------------------------------- | -------------- | --- |
| 2012-13        | Transfashionable                                  | Como ela mesmo | 4 episódios "Drag Queen Makeover", "Drag Queen Makeunder", "Death by Drag" e "Miles Jai Post Beatdown Makeover" |
| 2013           | Neil's Puppet Dreams                              | Intérprete     | Quinto episódio da primeira temporada: Dream Bump                                                               |
| 2013           | Willam's Beatdown                                 | Hospedeira     | 19 episódios |
| 2013           | Willam's "This is not The Beat Down" Shit I Do... | Como ela mesmo | 5 episódios |
| 2013           | 30 Days of Willam                                 | Hospedeira     | 30 episódios |
| 2013           | Snore (Downton Abbey)                             | Empregada      | Com participação de Funny or Die                                                                                |
| 2013           | Rambo, But Gay                                    | Deputada Mitch | Com participação de Nerdist                                                                                     |
| 2014- presente | Beatdown                                          | Hospedeira     | 16 episódios |
| 2014- presente | Paint Me Bitch                                    | Hospedeira     | 8 episódios |

## Discografia

### Álbuns de estúdio
| Título               | Detalhes do álbum                                                                            |
| -------------------- | -------------------------------------------------------------------------------------------- |
| The Wreckoning       | - Lançamento: 17 de novembro de 2012 - Selo: Edição de autor - Formato: CD, Descarga digital |
| Shartistry in Motion | - Lançamento: 2 de junho de 2015 - Selo: Edição de autor - Formato: Descarga Digital         |

### Singles
| Ano                                                       | Canção          | Melhor posição          | Álbum                |
| Ano                                                       | Canção          | US Comedy Digital Songs | Álbum                |
| --------------------------------------------------------- | --------------- | ----------------------- | -------------------- |
| 2012                                                      |                 |                         |                      |
| "Trouble"                                                 | —               | The Wreckoning          |                      |
| "Chow Down" (com participação de Detox Icunt e Vicky Vox) | 12              | The Wreckoning          |                      |
| "The Vagina Song"                                         | —               | The Wreckoning          |                      |
| "Love You Like A Big Schlong"                             | 25              | The Wreckoning          |                      |
| "She Doesn't Know"                                        | —               | The Wreckoning          |                      |
| "Let's Have a KaiKai" (com participação de Rhea Litré)    | —               | The Wreckoning          |                      |
| "Stand by Your Man" (com participação de Drake Jensen)    | —               | The Wreckoning          |                      |
| 2013                                                      |                 | The Wreckoning          |                      |
| "RuPaulogize" (com participação de Sharon Needles)        | 14              | The Wreckoning          |                      |
| "Potential New Boyfriend"                                 | —               | The Wreckoning          |                      |
| 2014                                                      | "Hole Pic"      | —                       | Não lançado em álbum |
| 2014                                                      | "Only Anally"   | —                       | Não lançado em álbum |
| 2015                                                      | "Es Una Pasiva" | —                       | Não lançado em álbum |
| 2016                                                      | "UCK FOFF"      | —                       |                      |

### Singlescolaborativos
| Ano  | Canção                                                                                    | Melhor posição          | Álbum                |
| Ano  | Canção                                                                                    | US Comedy Digital Songs | Álbum                |
| ---- | ----------------------------------------------------------------------------------------- | ----------------------- | -------------------- |
| 2013 | "Boy is a Bottom" (com o grupo DWV)                                                       | 6                       | Não lançado em álbum |
| 2013 | "Silicone" (DWV)                                                                          | —                       | Não lançado em álbum |
| 2013 | "Blurred Bynes" (DWV)                                                                     | 5                       | Não lançado em álbum |
| 2013 | "That Christmas Song" (DWV)                                                               | —                       | Não lançado em álbum |
| 2014 | "Gaycation!" (DWV)                                                                        | —                       | Não lançado em álbum |
| 2014 | "American Apparel Ad Girls" (com participação de Courtney Act e Alaska Thunderfuck 5000)  | 10                      | Não lançado em álbum |
| 2014 | "Dear Santa, Bring Me A Man" (com participação de Courtney Act e Alaska Thunderfuck 5000) | —                       | Não lançado em álbum |

## Prémios e indicações

### Prémios NewNowNext
Belli foi nomeada por seu papel em RuPaul's Drag Race na quinta preamiação anual de NewNowNext que foi ao ar em 9 de abril de 2012. Ela perdeu para Nadia Giosia de Bitchin' Kitchen que se apresentou nos canais Food Network Canada e Cooking Channel.
| Ano  | Recipiente   | Categoria                   | Resultado |
| ---- | ------------ | --------------------------- | --------- |
| 2012 | Willam Belli | Estrela de Reality Favorita | Indicado  |